# نینا جاکوبسن
نینا جاکوبسن (به انگلیسی: Nina Jacobson؛ زاده ۳۰ نوامبر ۱۹۶۵) از عوامل فیلم‌سازی آمریکایی است. او تا ژوئیه ۲۰۰۶، رئیس استودیوهای والت دیزنی، از انشعبات شرکت والت دیزنی، بود. همراه با Dawn Steel, Gail Berman و شری لانسینگ، او یکی از گروهی از زنان کارفرما در هالیوود دهه ۱۹۸۰ بود. او بعدتر کمپانی تولید خودش به نام کُلُرفُرس را در ۲۰۰۷ ایجاد کرد و تهیه‌کننده بازی‌های گرسنگی شد.